# Josema Yuste
José Mariano Yuste García de los Ríos, más conocido como Josema Yuste (Madrid, 2 de marzo de 1954), es un actor y presentador español.

## Biografía
En 1976 conoce a Millán Salcedo y Fernando Conde en la Real Escuela Superior de Arte Dramático, de donde surge la idea de formar el trío Martes y Trece, llevada a cabo en 1979. Fernando Conde abandonó el grupo más tarde, dejando a Josema y Millán como dúo. Ha participado en el cine español, con variadas obras cinematográficas. 
En 1988 presentó junto a Millán Salcedo la gala de fin de año y las campanadas en La 1 de TVE. Entre 1989 y 1997 protagonizaron el programa especial de Nochevieja en el mismo canal, siendo líderes de audiencia. La única excepción se dio en el año 1993, cuando fueron sustituidos por Los Morancos —el dúo Cruz y Raya presentó la gala posterior— tras la renuncia de Josema y Millán.
También ha interpretado papeles en teatro. En televisión trabajó en la serie Todos los hombres sois iguales, una comedia emitida por Telecinco basada en la película del mismo nombre, donde interpreta a un divorciado que vive con dos amigos también divorciados y en la serie Mediterráneo.
En 1992 prestó su voz para el personaje del Genio de la película Aladdín de la compañía Disney. En 2002 colaboró nuevamente con la compañía para dar voz a B.E.N. en la película El planeta del tesoro.
En 2003 vuelve a poner voz a otro personaje de un nuevo clásico Disney, Brother Bear (Hermano Oso), en concreto a uno de los carismáticos hermanos alces llamado Tuke. El otro es doblado por su compañero José Sánchez Mota.
El 18 de febrero de 2004 se grabó por Televisión Española en el Teatro Principal de Burgos la gala 'El Camino de Santiago, calle mayor de Europa' que emitió la primera cadena de esa emisora el 13 de abril de ese año. Sus presentadores fueron Anne Igarteburu y Josema Yuste.
En 2007 presenta Por fin has llegado, en TVE, programa de humor basado en la improvisación.
En 2008, trabaja junto a Florentino Fernández en la obra Una pareja de miedo, que es una adaptación de la obra El misterio de Ira Vamp, y también en el especial de Nochebuena de 2008 que se emitió en La 1 de Televisión Española. El 16 de abril de 2009 los dos cómicos estrenaron el programa semanal ¿Y ahora qué?. Tiene una hija y dos hijos, el menor de 27 años, llamado Jaime.
Formó parte del dúo cómico Josema y Flo. En la temporada 2011-12 concursa en el programa de Antena 3, Tu cara me suena. 
El 24 de diciembre de 2011 presentó en TVE el especial Nochebuena Nochegüena News. Hace de Asun en el programa Señoras que... (Antena 3). El 31 de diciembre de 2012 presentó el especial Nochevieja Hotel 13 estrellas, 12 uvas.
En 2019, participó en el especial de Nochevieja organizado por José Mota, en donde participó junto a su excompañero de «Martes y Trece», Millán Salcedo.

## Filmografía
- Sentados al borde de la mañana, con los pies colgando (estrenada el 19 de enero de 1979).
- Cocaína (1980)
- Ni te cases ni te embarques (1982).
- La loca historia de los tres mosqueteros (1983).
- La corte de Faraón (1985).
- Aquí huele a muerto (1989).
- El robobo de la jojoya (1991).
- Aladdin (1992)
- El retorno de Jafar (1995)
- Adiós, tiburón (1996).
- Atraco a las 3... y media (2003).
- El asombroso mundo de Borjamari y Pocholo (2004).
- Ciudadano Kien (2007).
- El Reino de los chiflados (2009).
- La venganza de Ira Vamp (2010).
- Pos eso (2014).
- de risa (2016).

## Trayectoria en televisión
- El mejor (2023) - Jurado
- 25 palabras (2022-2023) - Invitado
- Mi casa es la tuya (2016) - Invitado con Millán Salcedo (Martes y 13)
- La que se avecina (2014) (Cameo) Alejandro Echevarría - 8 de diciembre de 2014
- El pueblo más divertido (2014)
- Me resbala (2013-2014)
- Tu cara más solidaria (2013)
  - 1.ª gala: Francisco
- Hotel 13 estrellas, 12 uvas (2012)
- Señoras que... (2012)
- Dando la nota (2012)
- ¡Arriba ese ánimo! (2012)
- Nochegüena News (2011)
- Tu cara me suena (2011-2013)
  - 1.ª gala: Miguel Bosé (38 puntos) Tercero.
  - 2.ª gala: Georgie Dann (34 puntos) Sexto.
  - 3.ª gala: John Lennon (24 puntos) Perdedor.
  - 4.ª gala: Joan Manuel Serrat (40 puntos) Quinto.
  - 5ª gala: Luis Aguilé (44 puntos) Cuarto.
  - 6ª gala: Ana Torroja (Mecano) (65 puntos) Ganador.
  - 7ª gala: Miguel Ríos (37 puntos) Quinto.
  - 8ª gala: José Luis Rodríguez "El Puma" (37 puntos) Sexto.
  - 9.ª gala: Betty Missiego (42 puntos) Tercero.
  - Final: Carlos Baute con Carolina Ferre haciendo de Marta Sánchez.
  - Especial Navidad: Manuel de la Calva (Dúo Dinámico) junto a Santiago Segura (Ramón Arcusa) (42 puntos) Terceros.
  - Tu cara más solidaria 1: Francisco
- En clave de Ja (2010)
- ¿Y ahora qué? (2009)
- Por fin has llegado (2007-2008)
- Ciudadano Kien (2007) - Especial de Nochevieja de José Mota.
- Juicio al 2006 (2006) - Especial de Nochevieja de Cruz y Raya.
- Sábado noche (2006)
- La televisión cumple contigo (2006)
- 2005... Repaso al futuro (2005) - Especial de Nochevieja de Cruz y Raya.
- Érase una vez... 2004 (2004) - Especial de Nochevieja de Cruz y Raya.
- Juan y José.show (2004) 
  - 29 de octubre de 2004:
- Paraíso (Cameo)
  - 17 de julio de 2003
- Agente 700 (2001)
- La noche de los errores (2000-2002)
- Gala Unicef 2000 "Como Están Ustedes" (2000)
- Telepasión española (1990, 1993 y 2000)
- El marqués de Sotoancho (2000)
- Mediterráneo (1999-2000)
- Burladero, El (2000)
- Todos los hombres sois iguales (1996-1998)
- Adós (1997)
- Emisión: Imposible (1996)
- A Belén pastores (1995)
- Vísperas y Festivos (1995)
- El retonno (1994)
- Viéndonos (1992-1993)
- Que te den concurso (1992)
- 92 cava con todo, El (1991)
- A ver, a ver (1991)
- ¡Venga el 91! (1990)
- A por uvas (1989)
- Un, dos, tres... responda otra vez
  - Drácula (1984)  .... Conde Rácula
  - Las Vegas (1982)
  - Las mil y una noches (1982)
- Aplauso (1980)
- Martes y Trece (1978-1997)

## Trayectoria en teatro
- Hair
- Gospel
- Contacto Peculiar
- Un hombre solo
- Nadie es perfecto (2004)
- Una Pareja de Miedo: El Misterio de Ira Vamp (2008)
- La cena de los idiotas (2010)
- Taxi (2016)
- Sé infiel y no mires con quien (2019)
- El aguafiestas (2022)
- Que Dios nos pille confesados (2023)